# Robaczewo
Robaczewo (niem. Robertshof) – osada w Polsce położona w województwie warmińsko-mazurskim, w powiecie nidzickim, w gminie Nidzica.
W latach 1975–1998 miejscowość administracyjnie należała do województwa olsztyńskiego.